# Rabaulichthys stigmaticus
Rabaulichthys stigmaticus är en fiskart som beskrevs av Randall och Pyle, 1989. Rabaulichthys stigmaticus ingår i släktet Rabaulichthys och familjen havsabborrfiskar. Inga underarter finns listade i Catalogue of Life.